# Carlia wundalthini
Espèce
Carlia wundalthini est une espèce de sauriens de la famille des Scincidae.

## Répartition
Cette espèce est endémique du Nord-Est du Queensland en Australie.

## Publication originale
- Hoskin, 2014 : A new skink (Scincidae: Carlia) from the rainforest uplands of Cape Melville, north-east Australia. Zootaxa, no 3869 (3), p. 224–236.